# Missorium

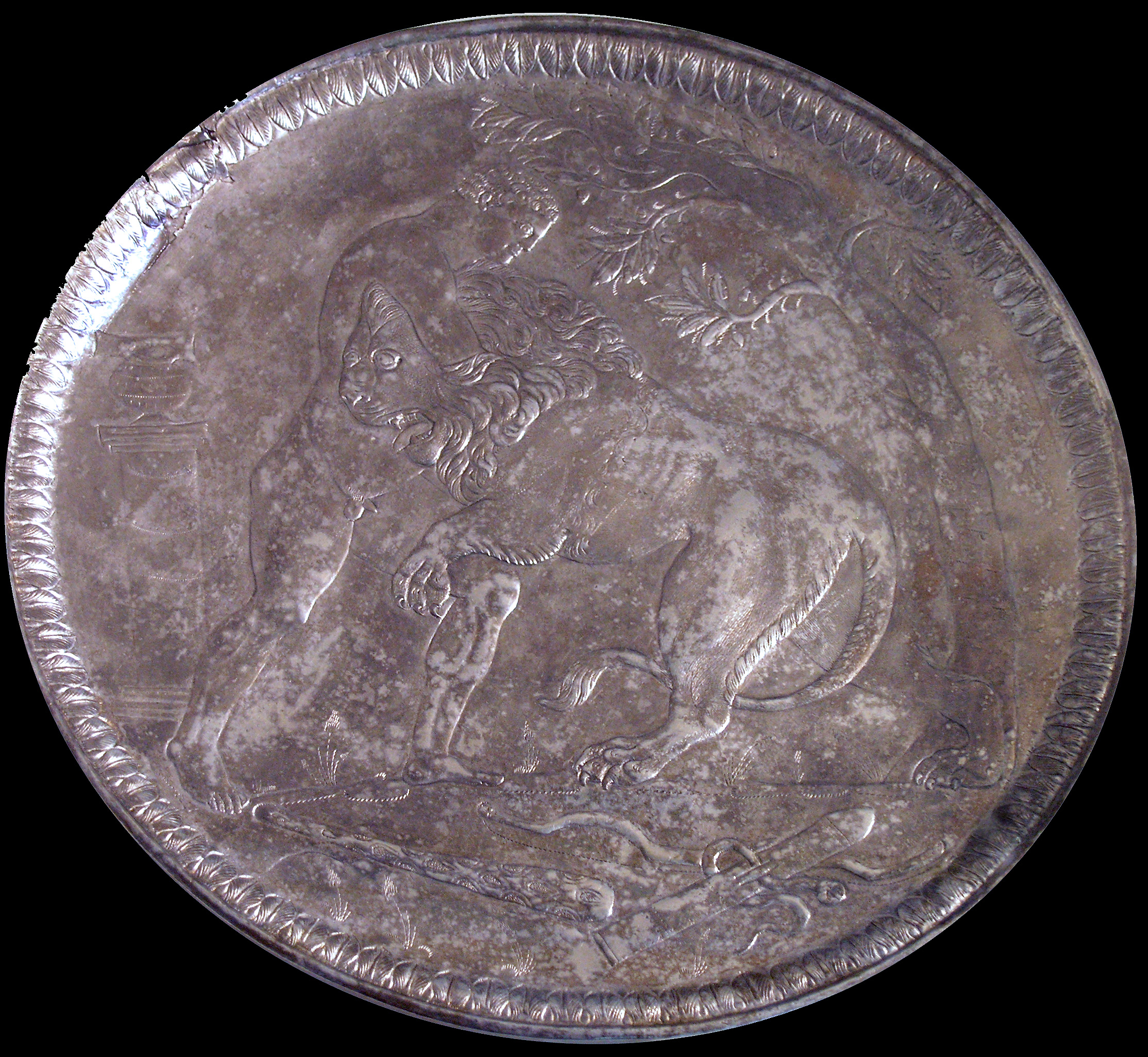
Missorium de Hércules luchando con el León de Nemea..

Missorium es el término latino comúnmente empleado por historiadores e historiadores del arte del siglo XX para designar los platos grandes de la vajilla de plata u oro de la Antigüedad tardía. Sin embargo, como ha mostrado A. M. Canto, el término es un préstamo del vocabulario griego posterior, minsórion, que describe cierta vajilla de plata, pero cuyo uso no se atestigua en época romana, sino en los siglos VI-VII d. C. (véase por ejemplo messorium... a mensa en el glosario de Isidoro de Sevilla, y la voz missorium, -ii en el Oxford Latin Dictionary), y con más frecuencia en época bizantina. El sentido general que modernamente se le da al término (con muy abundante bibliografía, especialmente en alemán e inglés) es el de "plato de plata enviado o regalado en nombre del emperador" aunque, como queda claro, no está documentado en la Antigüedad, o en época imperial, ni para esa forma ni para ese uso.
1. ↑  "Las quindecennalia de Teodosio I el Grande (19 de enero del 393 d. C.) en el gran clípeo de Madrid", en: El Disco de Teodosio, M. Almagro-Gorbea, J.M. Álvarez Martínez, J.M. Blázquez Martínez y S. Rovira, eds., Madrid, Real Academia de la Historia, 2000, ISBN 84-89512-60-4, pp. 289-300.